# Ekkehard Bartsch (Designer)
Ekkehard Bartsch (* 1934 in Berlin-Karlshorst) ist ein deutscher Industriedesigner und autodidaktischer bildender Künstler.

## Leben und Werk
Bartsch arbeitete nach dem Schulabschluss in Berlin als Bauarbeiter beim Aufbau der Stalinallee und absolvierte von 1953 bis 1955 eine Lehre als Möbeltischler. Von 1955 bis 1960 war er einer der ersten Studenten im Fach Industrieformgestaltung an der Hochschule für bildende und angewandte Kunst, der späteren Kunsthochschule Berlin-Weißensee. Nach dem Diplom arbeitete er als Formgestalter bis 1964 im VEB Funkwerk Köpenick. Von 1964 bis 1972 war er wissenschaftlicher Mitarbeiter, danach Abteilungsleiter im Zentralinstitut für Gestaltung in Berlin. Von 1972 bis dessen Liquidation nach der deutschen Wiedervereinigung hatte er leitende Funktionen im Amt für industrielle Formgestaltung, u. a. als stellvertretender Leiter des Amts. In dieser Funktion gehörte er u. a. auch zu dem Ausschuss, der über die Vergabe der Auszeichnung Gutes Design entschied. Bartsch war bis 1990 Mitglied des Verbands Bildender Künstler der DDR und von 1981 bis 1985 als Vertreter der DDR Mitglied des Exekutivkomitees und Schatzmeister des International Council of Societies of Industrial Design (ICSID) in Brüssel und Helsinki.
Nach 1990 machte er sich aus der Arbeitslosigkeit heraus als Designer selbständig. Daneben betätigte er sich autodidaktisch als Maler, Zeichner, Grafiker, Collagist und Fotograf. Ab 1991 stellte er Arbeiten in der Werkstattgalerie des Studios Bildende Kunst in Berlin-Lichtenberg und an weiteren Orten in Berlin, Brandenburg und Mecklenburg-Vorpommern aus. Er ist Mitglied des Graphik-Collegiums Berlin e.V.. 1991 war er Mitbegründer des gemeinnützigen Vereins Fördern durch Spielmittel e.V., dessen Vorstand er angehörte.

## Von Bartsch designte Produkte (Auswahl)
- Tischfernsprecher W 58 (mit Christian Berndt)[1]
- Tonbandgerät BG 26[2]

## Fachpublikationen Bartschs (unvollständig)

### Herausgeberschaft
- Plätze zum Spielen. Amt für Industrielle Formgestaltung, 1985

### Fachaufsätze
- Die Problematik der Informationsdarstellung durch Sinnbilder. In: Form + Zweck, 1/65, S. 11–19[3]
- Standardisierung – Vielfalt – Formgestaltung. In: Form + Zweck, 2/65, S. 7–12[4]
- Der Gestalter zwischen Kunst und Wissenschaft. Ein Beitrag zum Berufsbild. In: Form + Zweck, 2/67, S. 8–15[5]
- Die Rolle der Gestaltung in der sozialistischen Gesellschaft. In: Form + Zweck, 1/69, S. 5–19[6]
- Zur Ausbildung von Gestaltern in der DDR. In: Form + Zweck, 1/1969, S. 11–14 (mit Christa Klinner)[7]

## Ausstellungen (unvollständig)

### Einzelausstellungen
- 2010: Strausberg, Stadtwerke („Europäische Landschaften“; Grafik)
- 2013: Berlin, Stadtteilzentrum Biesdorf („Doppelte Realitäten“; Fotocollagen)[8]
- 2015: Berlin, Krankenhauskirche im Wuhlgarten („Unglaubliche Geschichten“; Collagen)

### Teilnahme an Gruppenausstellungen
- 2024: Berlin, Kunst- und Kulturcafé Alt Marzahn („Zwischenwelten“; Ausstellung von Mitgliedern des Graphik-Collegiums Berlin)